# Малка белозъбка
Малката белозъбка (Crocidura suaveolens) е вид дребни бозайници от семейство Земеровкови (Soricidae).

## Разпространение
Разпространени са в по-голямата част на Европа, Северна Африка и Централна Азия, в отделни откъснати области до Корея и Тайван. В България се среща в цялата страна, по-често в равнините.

## Описание
Малката белозъбка е сравнително дребна, с дължина на тялото и главата 52-94 mm и на опашката - 23-48 mm. Цветът най-често е сивокафяв по гърба и сивобял по корема. Предпочита открити местности с тревиста и храстова растителност, по-рядко се среща в гористи места. Активна е целогодишно и през цялото денонощие. Храни се главно с насекоми и ларвите им.
Продължителността на живота на малките белозъбки е по-малка от една година. Обикновено индивидите, достигнали полова зрялост в рамките на размножителния сезон (март-септември), през който са родени, умират през есента. Останалите успешно презимуват и умират след началото на следващия размножителен период.